# Episodi di Innamorati pazzi (terza stagione)
La terza stagione della serie televisiva Innamorati pazzi è stata trasmessa negli Stati Uniti dal 22 settembre 1994 al 18 maggio 1995 dalla NBC.
In Italia la stagione è andata in onda dal 13 al 27 dicembre 1999 sul canale Italia 1.
| nº | Titolo originale         | Titolo italiano               | Prima TV USA      | Prima TV Italia  |
| -- | ------------------------ | ----------------------------- | ----------------- | ---------------- |
| 1  | Escape from New York     | Fuga da New York              | 22 settembre 1994 | 13 dicembre 1999 |
| 2  | Home                     | Casa dolce casa               | 29 settembre 1994 | 13 dicembre 1999 |
| 3  | Till Death Do Us Part    | Finché morte non ci separi    | 6 ottobre 1994    | 14 dicembre 1999 |
| 4  | When I'm Sixty-Four      | Jamie... occhio di lince      | 13 ottobre 1994   | 14 dicembre 1999 |
| 5  | Legacy                   | L'eredità                     | 20 ottobre 1994   | 15 dicembre 1999 |
| 6  | Pandora's Box            | Una questione di onestà       | 3 novembre 1994   | 15 dicembre 1999 |
| 7  | The Ride Home            | Tornando a casa               | 10 novembre 1994  | 16 dicembre 1999 |
| 8  | Giblets for Murray       | Tacchino per Murray           | 17 novembre 1994  | 16 dicembre 1999 |
| 9  | Once More with Feeling   | La commedia degli equivoci    | 8 dicembre 1994   | 17 dicembre 1999 |
| 10 | The City                 | Notte in città                | 15 dicembre 1994  | 17 dicembre 1999 |
| 11 | Our Fifteen Minutes      | 15 minuti vissuti alla grande | 5 gennaio 1995    | 19 dicembre 1999 |
| 12 | How to Fall in Love      | Come innamorarsi              | 12 gennaio 1995   | 19 dicembre 1999 |
| 13 | Mad About You (1)        | Il grande sì (prima parte)    | 2 febbraio 1995   | 20 dicembre 1999 |
| 14 | Mad About You (2)        | Il grande sì (seconda parte)  | 2 febbraio 1995   | 20 dicembre 1999 |
| 15 | Just My Dog              | Murray il mattatore           | 9 febbraio 1995   | 21 dicembre 1999 |
| 16 | The Alan Brady Show      | Segreti di famiglia           | 16 febbraio 1995  | 21 dicembre 1999 |
| 17 | Mad Without You          | Pazzo senza di te             | 23 febbraio 1995  | 22 dicembre 1999 |
| 18 | Purseona                 | Partenza quasi impossibile    | 9 marzo 1995      | 22 dicembre 1999 |
| 19 | Two Tickets to Paradise  | Vacanza in paradiso           | 30 marzo 1995     | 23 dicembre 1999 |
| 20 | Money Changes Everything | Il denaro cambia tutto        | 27 aprile 1995    | 24 dicembre 1999 |
| 21 | Cake Fear                | Buon compleanno Paul          | 4 maggio 1995     | 24 dicembre 1999 |
| 22 | My Boyfriend's Back!     | Una storia che fuma           | 11 maggio 1995    | 26 dicembre 1999 |
| 23 | Up in Smoke (1)          | Tutto in fumo - I parte       | 18 maggio 1995    | 26 dicembre 1999 |
| 24 | Up in Smoke (2)          | Tutto in fumo - II parte      | 18 maggio 1995    | 27 dicembre 1999 |